# Ampliación Santa Fe
Ampliación Santa Fe är en ort i Mexiko.   Den ligger i kommunen Tequisquiapan och delstaten Querétaro Arteaga, i den sydöstra delen av landet, 140 km nordväst om huvudstaden Mexico City. Ampliación Santa Fe ligger 1 925 meter över havet och antalet invånare är 211.
Terrängen runt Ampliación Santa Fe är kuperad åt sydost, men åt nordväst är den platt. Runt Ampliación Santa Fe är det ganska tätbefolkat, med 149 invånare per kvadratkilometer. Närmaste större samhälle är San Juan del Río, 17,2 km sydväst om Ampliación Santa Fe. I omgivningarna runt Ampliación Santa Fe växer huvudsakligen savannskog.